# سوسن حوراني
السوسن الحوراني (باللاتينية: Iris auranitica) هو أحد أنواع السوسن من الفصيلة السوسنية.

## الموئل والانتشار
ينتشر في بلاد الشام وتركيا. رصد في موقع كوية على الضفة السورية لنهر اليرموك الذي ما زال يحتفظ ببقايا غطائه النباتي.

## الوصف النباتي
النبات معمر ينتشر بالجذامير.

## وصلات خارجية
- صور للسوسن الحوراني من موقع جامعة أولد دومينيون